# Dysdera magna
Dysdera magna är en spindelart som beskrevs av Eugen von Keyserling 1877. Dysdera magna ingår i släktet Dysdera och familjen ringögonspindlar. Inga underarter finns listade i Catalogue of Life.